# Estadi Cornellà-El Prat
Estadi Cornellà-El Prat znan i kao Power8 Stadion za sponzorske razloge je nogometni stadion u periferiji Cornella de Llobregat i El Prat de Llobregat, u blizini Barcelone, Katalonija, Španjolska. Cijena izgradnjeovog stadiona je bila oko 60 milijuna €. Završen je u ljeto 2009., to je novi stadion za RCD Espanyol. To je osmi stadion u povijesti kluba.